# 佳陵駅
佳陵駅（カヌンえき）は大韓民国京畿道議政府市佳陵1洞にある、韓国鉄道公社（KORAIL）京元線（首都圏電鉄1号線）の駅。駅番号は109。

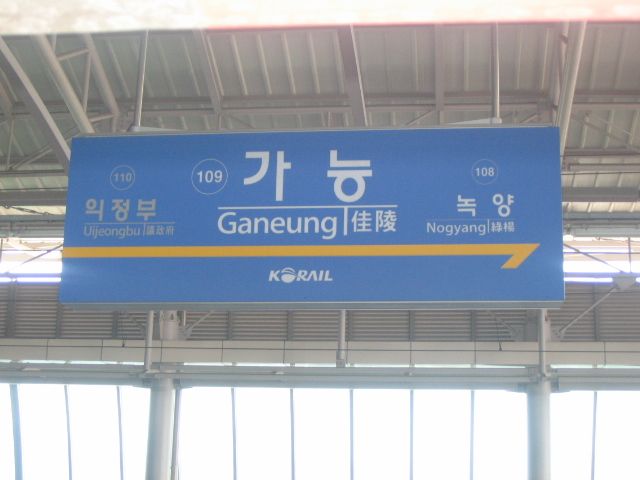
駅名標（2009年撮影）

## 駅構造
島式1面2線と単式ホーム1面1線の合計2面3線を有する高架駅。内側2線を使用している。ホームに面していない一番西側の線路は郊外線で、当駅の北側から西に向かって分岐していく（郊外線に駅はない）。

### のりば
| 1 | 1号線（京元電鉄線） | 議政府・光云大・九老・仁川方面 |
| 2 | 1号線（京元電鉄線） | 楊州・東豆川・逍遥山方面       |

## 駅周辺
- 佳陵1洞住民センター
- 大韓赤十字社京畿道支社北部希望ナヌム奉仕センター
- 培英初等学校
- 京畿道議政府教育支援庁
- 京畿道教育庁第2庁舎
- 議政府警察署
- 議政府1洞住民センター
- 議政府中央初等学校
- 京畿北部報勲支庁
- 佳陵初等学校
- 議政府女子中学校
- 議政府女子高等学校
- 議政府中学校
- 議政府工業高等学校
- 北部治安センター
- 国民銀行佳陵洞支店

## 歴史
- 1987年10月5日 - 議政府北部駅（ウィジョンブブクプえき、의정부북부역）として開業。
- 2005年8月19日 - 現在の駅舎新築竣工。
- 2006年12月15日 - 京元電鉄線が逍遥山まで延伸開業。駅名を議政府北部駅から佳陵駅に改称。

## 利用状況
近年の一日平均乗車人員推移は下記の通り。なお、2006年は開業日の12月15日から12月31日までの17日間の平均である。
| 路線       | 路線     | 2000年 | 2001年 | 2002年 | 2003年 | 2004年 | 2005年 | 2006年 | 2007年 | 2008年 | 2009年 | 出典  |
| ---------- | -------- | ------ | ------ | ------ | ------ | ------ | ------ | ------ | ------ | ------ | ------ | ----- |
| 京元電鉄線 | 乗車人員 | 28,137 | 未集計 | 未集計 | 未集計 | 18,040 | 17,645 | 17,121 | 9,816  | 9,825  | 9,543  | [ 1 ] |
| 京元電鉄線 | 降車人員 | 17,428 | 15,212 | 16,163 | 16,146 | 14,847 | 14,653 | 14,173 | 9,096  | 9,258  | 9,126  | [ 1 ] |
| 路線       | 路線     | 2010年 | 2011年 | 2012年 | 2013年 | 2014年 | 2015年 | 2016年 | 2017年 | 2018年 | 2019年 | 出典  |
| 京元電鉄線 | 乗車人員 | 9,133  | 9,146  | 8,929  | 8,537  | 8,352  | 7,957  | 7,716  | 7,523  | 7,311  | 7,223  | [ 1 ] |
| 京元電鉄線 | 降車人員 | 8,706  | 8,683  | 8,464  | 8,075  | 7,915  | 7,567  | 7,313  | 7,111  | 6,904  | 6,819  | [ 1 ] |
| 路線       | 路線     | 2020年 |        |        |        |        |        |        |        |        |        |       |
| 京元電鉄線 | 乗車人員 | 5,383  |        |        |        |        |        |        |        |        |        |       |
| 京元電鉄線 | 降車人員 | 5,169  |        |        |        |        |        |        |        |        |        |       |

## 隣の駅
韓国鉄道公社　
 1号線（京元電鉄線）
急行　　　
通過　
緩行　　　
緑楊駅 (108) - 佳陵駅 (109) - 議政府駅 (110)　